# Eicher See
Pour les articles homonymes, voir Eicher.
Le Eicher See (surnoms : « mer de Hesse rhénane », « baignoire de Hesse rhénane ») est un grand lac artificiel allemand, à l'origine et encore aujourd'hui une gravière. Il est situé près du village de Eich et lié par un canal au Rhin. Sur ses rives se trouvent un village de bungalows et un port de plaisance.
Ce lac a une excellente qualité d'eau avec certification officielle. L'Eicher See se prête à différentes activités nautiques, comme la voile, le surf et la pêche.
Le lac se trouve dans une zone lit majeur appelée Rheinauen et à la proximité des paysages viticoles de Rheinhessen et de leurs nombreux villages viticoles. Il offre ainsi d’excellentes qualités récréatives.